# Liste des partis politiques aux Seychelles
Cet article répertorie les partis politiques aux Seychelles. Les Seychelles ont un système bipartite, ce qui signifie qu'il y a deux partis politiques dominants (SPPF et SNP), avec une extrême difficulté pour quiconque d'obtenir un succès électoral sous la bannière d'un autre parti.

## Les partis

### Partis parlementaires
| Parti | Parti                                                      | Parti | Parti                                                                                              | Parti                                                                                              | Abr. | Position               | Idéologie                                 | députés |
| ----- | ---------------------------------------------------------- | --- | -------------------------------------------------------------------------------------------------- | -------------------------------------------------------------------------------------------------- | ---- | ---------------------- | ----------------------------------------- | ------- |
|       |                                                            | Seychelles National Party (Seselwa : Linyon Demokratik Seselwa) en français : « Union démocratique seychelloise » | | Parti national des Seychelles                                                                      | SNP  | Centre                 | Libéralisme                               | 25 / 35 |
|       | Parti seychellois pour la justice sociale et la démocratie | Seychelles National Party (Seselwa : Linyon Demokratik Seselwa) en français : « Union démocratique seychelloise » | SPSJD                                                                                              | |      | Centre                 | Libéralisme                               | 25 / 35 |
|       |                                                            | United Seychelles (Seselwa : Parti Lepep (ancienne appellation) en français : « Seychelles unies »                | United Seychelles (Seselwa : Parti Lepep (ancienne appellation) en français : « Seychelles unies » | United Seychelles (Seselwa : Parti Lepep (ancienne appellation) en français : « Seychelles unies » | US   | Centre gauche à gauche | Socialisme démocratique-Social-démocratie | 10 / 35 |

### Autres parties
| Nom                            | Nom natif | Idéologie     | Remarques                                    |
| ------------------------------ | --------- | ------------- | -------------------------------------------- |
| Parti démocratique seychellois | ?         | Conservatisme | Initialement le parti était pro-britannique. |

### Anciens partis
| Nom                                      | Nom natif       | Idéologie   | Remarques                                                         |
| ---------------------------------------- | --------------- | ----------- | ----------------------------------------------------------------- |
| Mouvement seychellois pour la démocratie | ?               | Démocratie  | Actif dans les années 90.                                         |
| Alliance seychelloise                    | Lalyans Seselwa | Libéralisme | A fait partie de l'Union démocratique seychelloise jusqu'en 2018. |

- Seychelles United Party (SUP) (anciennement le Nouveau parti démocratique)[1]
- Union conservatrice indépendante des Seychelles (ICUS)[1]

Lors de l'élection de l'Assemblée nationale seychelloise qui a eu lieu du 22 au 24 octobre 2020. Le Parti national des Seychelles, le Parti des Seychelles pour la justice sociale et la démocratie et le Parti uni des Seychelles ont formé une coalition, Linyon Demokratik Seselwa (LDS). La coalition a remporté la majorité des sièges.